# María Michelsen de López
María Michelsen de López (de soltera, Michelsen Lombana; Bogotá, 17 de febrero de 1890-Bogotá, 22 de enero de 1949) fue una filántropa, científica y socialité, colombiana.
Fue primera dama de Colombia en dos períodos no consecutivos por su matrimonio con Alfonso López Pumarejo, primero entre 1934 y 1938, y luego de 1942 a 1945, ante la renuncia de López. Fue la primera mujer en Colombia en usar oficialmente la denominación de primera dama. Uno de sus hijos, Alfonso López Michelsen, fue presidente de Colombia entre 1974 y 1978.
Se destacó por sus obras sociales, entre ellas el Amparo de los Niños Abandonados, institución que creó en 1934, y que llegó a ser una obra social clave en Colombia y a nivel internacional.

## Biografía

### Primera dama de Colombia (1934-1938, 1942-1945)

#### 1934-1938

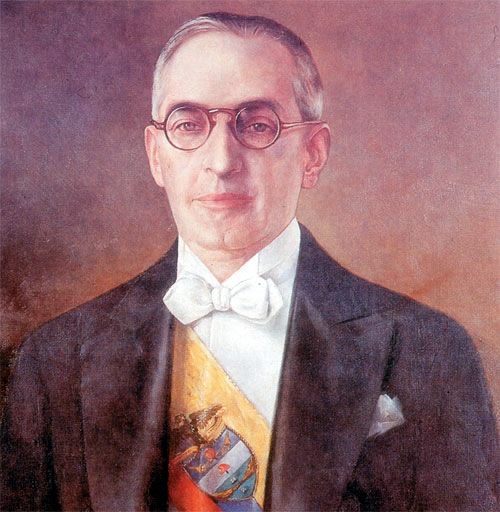
Retrato presidencial de su esposo, 1934.

Su esposo, Alfonso López, fue elegido presidente de Colombia en 1934, para suceder al también liberal Enrique Olaya Herrera. María fue la primera mujer en llevar el título de primera dama de la Nación en Colombia, a pesar de que la figura ya existía (de forma tácita) desde la época de la república con Simón Bolívar. A partir de ése momento la esposa del presidente de turno empezó a cobrar mayor importancia social.
A María Michelsen se le deben, entre otras cosas, El Amparo de Niños Abandonados, inaugurado el 22 de noviembre de 1934, el Colegio de las Hijas de María de las Esclavas. Colaboró con el Asilo de San Antonio y con la Clínica San Rafael. También, fue la impulsora del trabajo social en Colombia.
Su principal obra, Amparo de Niños Abandonados, fue creada en colaboración con Clemencia Holguín de Urdaneta (esposa de Roberto Urdaneta, presidente posteriormente en 1951), Tulia Vargas de Umaña, Jorge Bejarano, Emilio de Brigard Ortiz, Manuel Casabianca, José Antonio León Rey, Jorge Obando y Manuel Antonio Suárez.
Su esposo desarrolló un ambicioso proyecto de democratización del uso de la tierra conocido mediante una delicada reforma constitucional en 1936, lo que le valió, además de sus posturas radicales y acercamiento con el comunismo, que tuviera que entregar el poder a un liberal más moderado, como lo fue su sucesor y abierto contradictor Eduardo Santos Montejo.

#### Período de transición
Terminado el gobierno de su esposo, y en pleno caos previo a la Segunda Guerra Mundial, María y la familia viajaron al exterior, hasta el regreso de López Pumarejo a Colombia para las elecciones presidenciales de 1942.

#### 1942-1945
Su esposo fue el primer presidente en ser reelegido en el siglo XX. Se trató del regreso de López al poder luego de que el sucesor de su primer gobierno, Eduardo Santos, impulsó un freno a sus políticas progresistas.
Sin embargo López no pudo continuar en el cargo debido a varios reveses a lo largo de su período, incluyendo un intento de golpe de Estado en 1944, el escándalo de Mamatoco, y problemas de gobernabilidad avivados por sus contradictores, que lo llevaron finalmente a renunciar en 1945. María Michelsen fue sustituida como primera dama de la Nación por Bertha Puga, esposa del designado Alberto Lleras Camargo.

### Últimos años y fallecimiento
Después de que López Pumarejo dejó de gobernar el país en 1945, María Michelsen siguió impulsando y trabajando con la labor social que venía efectuando hacía varios años. Por todo su labor por el país durante los dos mandatos de su esposo fue condecorada en 1948 con la Cruz de Boyacá por el presidente conservador Mariano Ospina Pérez.
Falleció en Bogotá el 22 de enero de 1949, a los 58 años. Sus restos reposan en el Cementerio Central de Bogotá.

## Familia

### Ascendencia
María Michelsen Lombana nació en una prestigiosa familia de comerciantes y banqueros. Era hija del científico Carlos María Michelsen Uribe y de su esposa Antonia Lombana Buendía y Barreneche.
Su padre era hijo del inmigrante judío danés Carlos Iván Michelsen Koppel (nacido como Karl Michelsen Koppel), quien, a su vez, estaba emparentado con los industriales alemanes Kopp Koppel, fundadores de la cervecería Bavaria. Michelsen fue el primer cónsul danés en Colombia a raíz de su éxito comercial en su país natal; Carlos era nieto del polaco Isak Michelsen Kopp.
Por otro lado, su madre era hermana del político y polímata costeño José María Lombana, candidato a la presidencia por el Partido Liberal en 1918, siendo vencido por el conservador Marco Fidel Suárez. Los Lombana eran descendientes del conquistador español Pedro de Lombana.
A su vez era bisnieta por parte de su padre de la dama Bernardina Ibáñez Arias, quien junto con su hermana Nicolasa protagonizaron varios amoríos escandalosos en la época de la Independencia de Colombia. De hecho, Bernardina estuvo casada con el prominente político Florentino González, después de sus amoríos con Simón Bolívar, y su hermana lo fue de Francisco de Paula Santander, estando casada con Antonio José Caro y Fernández (padres ambos de José Eusebio Caro).

### Matrimonio y descendencia
María contrajo matrimonio con el influyente empresario y político Alfonso López Pumarejo, el 19 de agosto de 1911, casi un mes después del fallecimiento de su madre, Antonia Lombana. Tuvieron cinco hijos: María, Pedro, María Mercedes, Alfonso y Fernando López Michelsen.
Su hija mayor, María, se casó con Jorge Escobar Jimeno; el segundo, Pedro, se casó con Victoria Leyton Serrano; y la tercera, María Mercedes, hizo lo propio con Luis Cuéllar Calderón, nieto a su vez del político Aristídes Calderón Reyes, a su vez hermano del político Clímaco Calderón, y primo segundo del político y militar Rafael Reyes Prieto. Por otro lado, Aristídes era el bisabuelo de las hermanas Calderón, las madres de los primos Santos Calderón (Francisco y su hermano Rafael; y Juan Manuel y sus hermanos Enrique y Luis Felipe)
Su cuarto hijo, Alfonso López Michelsen, llegó a ser presidente de Colombia entre 1974 y 1978, y previamente ocupó varios cargos importantes en la política de su país. Él se casó con Cecilia Caballero, con quien tuvo a sus tres hijos: Juan Manuel, Alfonso (político y diplomático), y Felipe López Caballero (periodista que estuvo casado con la periodista y modista Pilar Castaño).
Su quinto hijo, Fernando, se casó con Julia Restrepo Umaña, sobrina del médico Calixto Torres Umaña y por consiguiente prima del sacerdote y guerrillero Camilo Torres Restrepo, nieto a su vez de Carlos Eugenio Restrepo Restrepo.

## Homenajes
María Michelsen fue muy respetada en los círculos sociales colombianos, aún por los rivales de su marido. Cuenta el periodista Germán Arcienegas que en una reunión con Eduardo Santos, éste le dijo durante una visita al papa Pío XII:

"A mí no me inspira mucha confianza la política de López, pero me conmueve la piedad de la señora María".
Eduardo Santos Montejo.

A ella se le concedió póstumamente el título honorífico de "Primera Madre de la Nación" en 1974, cuando su hijo Alfonso fue elegido presidente de Colombia. Posteriormente, este título se le otorgó también a María Cristina Arango, cuando su hijo Andrés Pastrana se posesionó como presidente de Colombia en 1998.
La fundación Amparo de Niños Abandonados cambió de nombre en 1978 por Amparo de Niños. Desde 1968 la fundación comenzó a recibir el apoyo del ICBF (Instituto Colombiano de Bienestar Familiar), que fue creado por otra primera dama, Cecilia de la Fuente, esposa del presidente de la época Carlos Lleras Restrepo.